# ランゲンブルク
ランゲンブルク (ドイツ語: Langenburg, ドイツ語発音: [ˈlaŋənbʊrk]) は、ドイツ連邦共和国バーデン＝ヴュルテンベルク州シュヴェービッシュ・ハル郡に属す小都市。

## 地理

### 位置
州全域で知られた保養地であるランゲンブルクは、ホーエンローエ平野のヤクスト川が蛇行する箇所に付きだした山の上、川底から130mの高さに位置する。

### 隣接する自治体
北はブラウフェルデン、東はゲーラブロン、南はイルスホーフェン（オーバーシュタイナハ地区）、西はブラウンスバッハ、北西はホーエンローエ郡のキュンツェルスアウとムルフィンゲンに境を接する。

## 歴史
ランゲンブルクの歴史は、西に向かって突きだした山の上に山城が築かれたことに始まる。前史時代の入植地が山の尾根にあったとも言われるが、そうした証拠は示されていない。1226年にランゲンブルクは、初めて文献上で言及されている。
ランゲンブルクの領主家は、1201年に登場し、1253年には断絶するのだが、ホーエンローエ家に近い家柄、おそらくは親戚筋にあたると考えられている。この領主家が断絶した後、ランゲンブルクはホーエンローエ家が相続した。こうして、この町はホーエンローエ領となり、その後数世紀にわたりその侯領として運命をともにし、分割されてきた。1568年以降、ランゲンブルクはホーエンローエ＝ランゲンブルク伯領（後の同侯領）の宮廷所在地となった。1963年、城は火災で大きな被害を受けた。

## 文化と見所

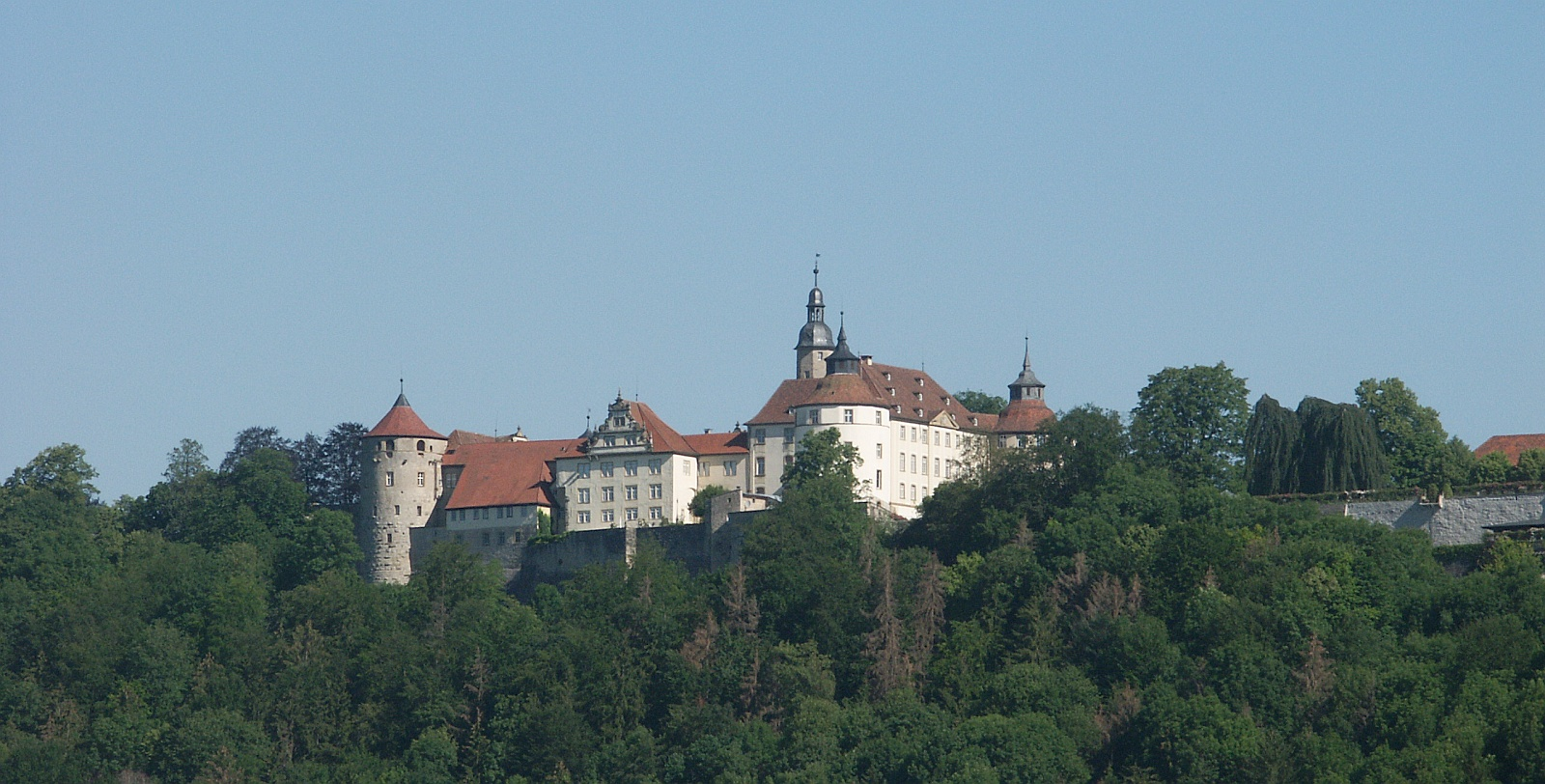
ランゲンブルク城

### 博物館
ランゲンブルク城のかつての納屋を利用して、1970年にオープンした自動車博物館には、約80台のクラシックカーが走れるように整備された状態で展示されている。

### 建築

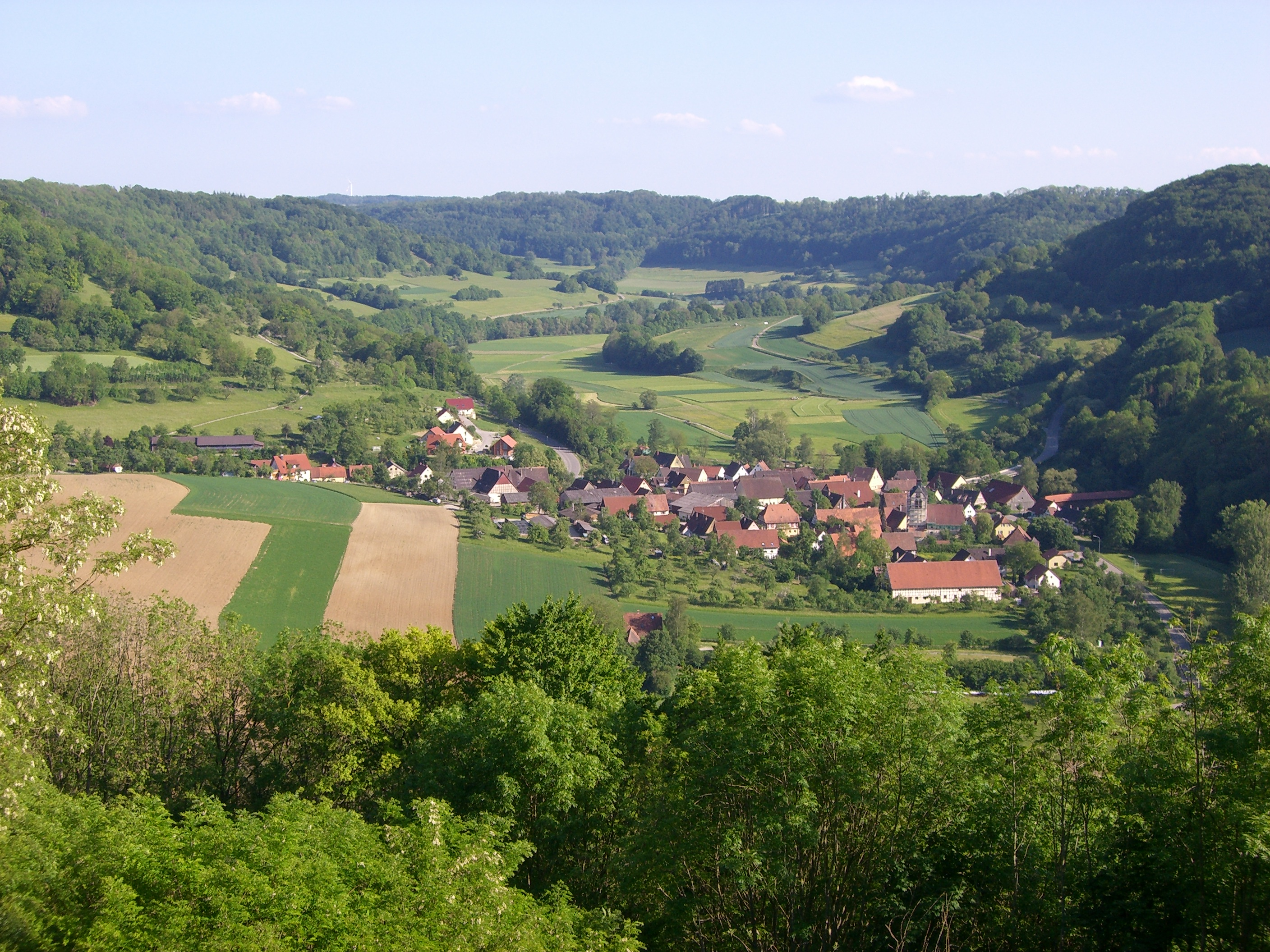
城から見下ろすベヒリンゲン集落（城山の南麓に位置する集落）

ランゲンブルク城は、バロック庭園を持つルネッサンス様式の城で、ホーエンローエ＝ランゲンブルク侯一家の居城であった。この城は、突きだした尾根の一番先端に建っている。一部は、城の博物館に利用されている。天気の良い日には城から見下ろすヤクスト川の渓谷の眺めも見所の一つである。
ランゲンブルクには、高さ173mのドイツ・テレコムの通信塔があり、ラジオ放送、テレビ放送、無線通信などに使われている。(北緯49度15分50秒 東経09度52分24秒 / 北緯49.26389度 東経9.87333度)

### 名物料理
ランゲンブルクの名産品として、ヴィベーレが挙げられる。これは、2つの滴状の生地をつなげた形で焼いたビスケット(22×12mm)である。茶色くはなく、むしろ白っぽい色でバニラの味と香りがする。18世紀に宮廷菓子職人のヴィベルが発明し、彼の名にちなんで命名された。

## 経済と社会資本

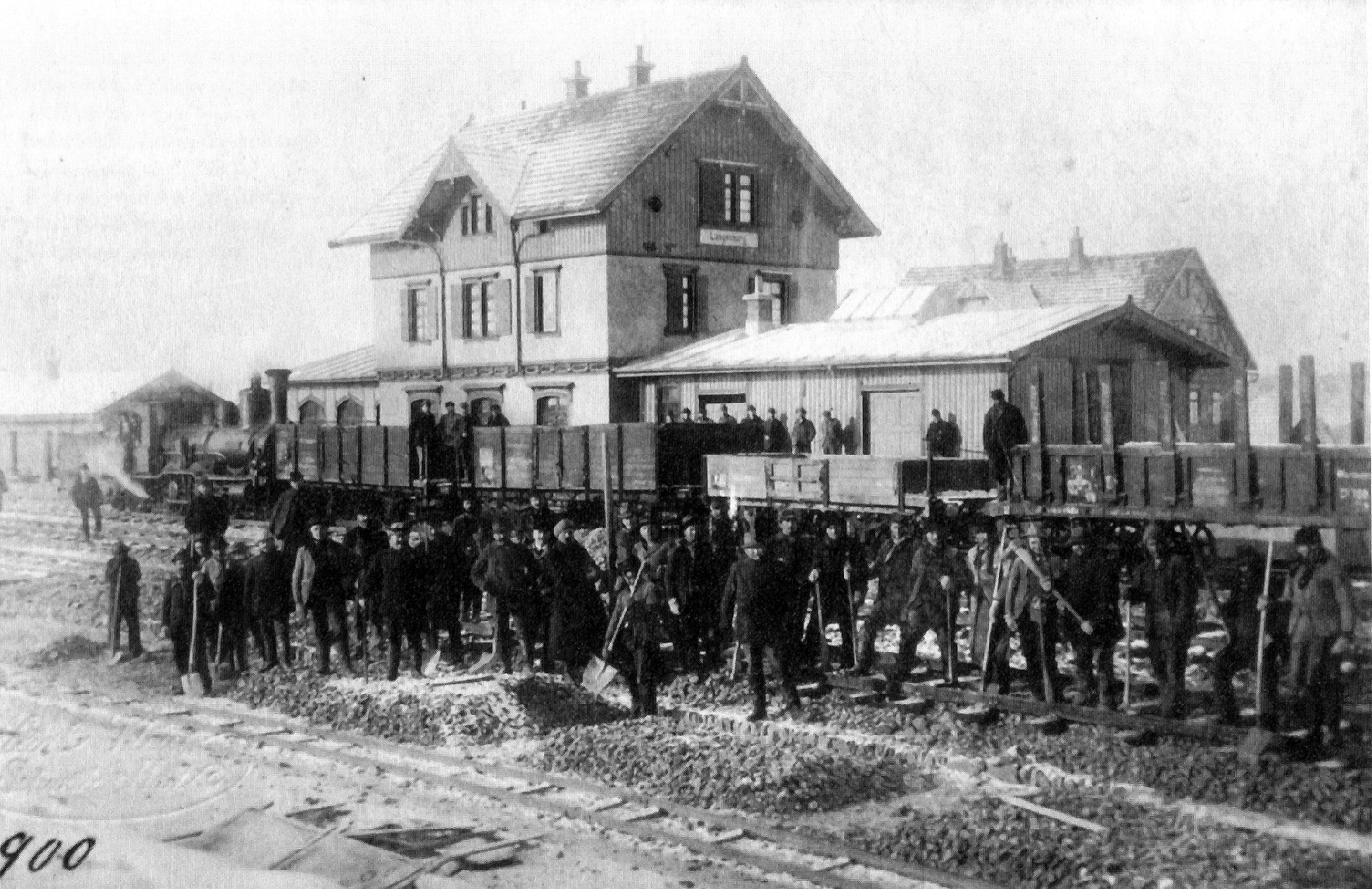
ランゲンブルク駅、1900年

### 交通
1900年から1996年までランゲンブルクには、鉄道網に接続するブラウフェルデン行きの鉄道路線があった。この路線の旅客運行は、1963年にはすでに停止されていた。
この市は、アウトバーンA6号線のイルスホーフェン／ヴォルパーツハウゼン・インターチェンジにアクセスする。ゲーラブロンとシュヴェービッシュ・ハルとを結ぶバス路線71系統がランゲンブルクを経由しており、シュヴェービッシュ・ハル郡交通網に加盟している。最寄りの鉄道駅はシュヴェービッシュ・ハルのヘッセンタールおよびクライルスハイムにある。

### 裁判所
ランゲンブルクには、エルヴァンゲン地方裁判所およびシュトゥットガルト上級地方裁判所管轄の区裁判所がある。

## 人物

### 出身者
- カール・ユリウス・ヴェーバー（1767年 - 1832年）哲学者、詩人

### その他のゆかりの人物
次の人物は、ランゲンブルク生まれではないが、この町で活動した。
- アグネス・ギュンター（1863年 - 1911年）作家

## 引用
1. ↑  Statistisches Landesamt Baden-Württemberg – Bevölkerung nach Nationalität und Geschlecht am 31. Dezember 2023 (CSV-Datei)
2. ↑  Max Mangold, ed (2005). Duden, Aussprachewörterbuch (6 ed.). Dudenverl. p. 498. ISBN 978-3-411-04066-7